# 133250 Rubik
133250 Rubik è un asteroide della fascia principale. Scoperto nel 2003, presenta un'orbita caratterizzata da un semiasse maggiore pari a 2,6708919 UA e da un'eccentricità di 0,0994094, inclinata di 3,78007° rispetto all'eclittica.